# هيلين هيست
هيلين إليزابيث هيست (بالإنجليزية: Helen Haste)‏، (من مواليد 17 مارس 1943)، والمعروفة أيضًا باسم هيلين وينريش-هيست، هي عالمة نفس اجتماعية وتنموية وثقافية وكاتبة ومذيعة. وهي أستاذة زائرة في كلية التربية في جامعة هارفارد.